# Муканов Сабіт Муканович
Сабі́т Мука́нович Мука́нов (13 квітня (26 квітня) 1900, Таузарська волость Акмолінської губернії, згодом радгосп імені Муканова Джамбульського району Північно-Казахської області Казахстану — 18 квітня 1973, Алма-Ата) — казахський письменник і громадський діяч.

## Біографічні дані
Народився в сім'ї батрака-скотаря. Учасник громадянської війни 1918—1920. Був членом КПРС (від 1920).
Навчався в Інституті червоної професури (1930—1935).
1936—1937 і 1943—1952 — голова правління Спілки письменників Казахстану.
1954 обрано дійсним членом Академії наук Казахської РСР.
Був депутатом Верховної Ради Казахської РСР 2—8-го скликань.

## Творчість
Друкуватися почав 1922 як поет.
- Збірки віршів і поем:
  - «Батрак» (1926),
  - «Сирітка» (1927).
- Роман у віршах «Сулушаш» (1928).
- Поеми:
  - «Білий ведмідь» (1935),
  - «З висоти на висоту» (1965).
- Повісті та романи:
  - «Заблудлі» (1931, від 1959 — «Світла любов»),
  - «Теміртас» (1935),
  - «Загадковий стяг» (1940, від 1946 — «Ботагоз»),
  - «Мої мектеби» (1940, від 1955 — трилогія «Школа життя»),
  - «Сирдар'я» (1948),
  - «Степові хвилі» (1957),
  - «Метеор, що промайнув» (1967—1970) — про казахського мислителя та вченого Чокана Валіханова.
- Інші жанри:
  - П'єси.
  - Лібрето опер.
  - Нариси про колгоспи та цілинників.
  - Наукові розвідки з історії казахської літератури.

## Муканов і Україна
Написав цикл віршів про Україну, нарис «Форт Шевченка» і статтю про українського поета.
Переклав казахською мовою поему Тараса Шевченка «Гайдамаки».
Автор нарисів про колгоспи Одеської області.
У перекладах українською мовою видано:
- Сир-Дар'я. — К., 1957.
- Школа життя. — К., 1960. Переклад Дмитра Гринька та Івана Соболя.
- Риси змужніння. — К., 1970. Переклад Дмитра Гринька та Івана Соболя.

## Відзнаки
Автобіографічну трилогію «Школа життя» (1949—1953) відзначено Державною премією Казахської РСР імені Абая Кунанбаєва (1967).
Нагороджено двома орденами Леніна, трьома іншими орденами, а також медалями.